# Contre-la-montre féminin aux championnats du monde de cyclisme sur route 2003
Navigation
2002 2004
Le contre-la-montre féminin des championnats du monde de cyclisme sur route 2003 a lieu le 8 octobre 2003 à Hamilton en Ontario au Canada, sur un parcours de 20,8 km. Il est remporté par l'Espagnole Joane Somarriba.

## Classement
|                                    | Coureur              | Pays             |    | Temps          |
| ---------------------------------- | -------------------- | ---------------- | -- | -------------- |
| Médaille d'or, Coupe du Monde      | Joane Somarriba      | Espagne          | en | 28 min 23 s 23 |
| Médaille d'argent, Coupe du Monde  | Judith Arndt         | Allemagne        | +  | 10 s 78        |
| Médaille de bronze, Coupe du Monde | Zulfiya Zabirova     | Russie           |    | 26 s 25        |
| 4                                  | Karin Thürig         | Suisse           |    | 27 s 13        |
| 5                                  | Geneviève Jeanson    | Canada           |    | 48 s 49        |
| 6                                  | Jeannie Longo        | France           |    | 58 s 95        |
| 7                                  | Lada Kozlíková       | Tchéquie         |    | 1 min 1 s 61   |
| 8                                  | Deirdre Demet-Barry  | États-Unis       |    | 1 min 16 s 29  |
| 9                                  | Teodora Ruano        | Espagne          |    | 1 min 22 s 16  |
| 10                                 | Edita Pučinskaitė    | Lituanie         |    | 1 min 24 s 92  |
| 11                                 | Edwige Pitel         | France           |    | 1 min 30 s 26  |
| 12                                 | Olga Zabelinskaïa    | Russie           |    | 1 min 37 s 74  |
| 13                                 | Kristin Armstrong    | États-Unis       |    | 1 min 41 s 20  |
| 14                                 | Mirjam Melchers      | Pays-Bas         |    | 1 min 43 s 95  |
| 15                                 | Lyne Bessette        | Canada           |    | 1 min 48 s 68  |
| 16                                 | Olivia Gollan        | Australie        |    | 1 min 49 s 93  |
| 17                                 | Vera Carrara         | Italie           |    | 1 min 51 s 94  |
| 18                                 | Sara Carrigan        | Australie        |    | 1 min 57 s 60  |
| 19                                 | Meifang Li           | Chine            |    | 1 min 58 s 42  |
| 20                                 | Frances Newstead     | Royaume-Uni      |    | 2 min 3 s 18   |
| 21                                 | Hanka Kupfernagel    | Allemagne        |    | 2 min 10 s 64  |
| 22                                 | Paola Madriñán       | Colombie         |    | 2 min 14 s 30  |
| 23                                 | Leah Goldstein       | Israël           |    | 2 min 14 s 80  |
| 24                                 | Christiane Soeder    | Autriche         |    | 2 min 17 s 80  |
| 25                                 | Susanne Ljungskog    | Suède            |    | 2 min 17 s 89  |
| 26                                 | Svetlana Boubnenkova | Russie           |    | 2 min 24 s 66  |
| 27                                 | Nicole Brändli       | Suisse           |    | 2 min 27 s 23  |
| 28                                 | Anna Zugno           | Italie           |    | 2 min 29 s 22  |
| 29                                 | Kirsty Nicole Robb   | Nouvelle-Zélande |    | 2 min 32 s 88  |
| 30                                 | Bogumiła Matusiak    | Pologne          |    | 2 min 36 s 63  |
| 31                                 | Rasa Polikevičiūtė   | Lituanie         |    | 2 min 49 s 75  |
| 32                                 | Anita Valen de Vries | Norvège          |    | 3 min 0 s 88   |
| 33                                 | Nataliya Kachalka    | Ukraine          |    | 3 min 10 s 12  |
| 34                                 | Loes Gunnewijk       | Pays-Bas         |    | 3 min 20 s 70  |
| 35                                 | Sinead Jennings      | Irlande          |    | 3 min 37 s 98  |
| 36                                 | Wendy Houvenaghel    | Royaume-Uni      |    | 3 min 53 s 02  |
| 37                                 | Corine Hierckens     | Belgique         |    | 3 min 53 s 88  |
| 38                                 | Andrea Graus         | Autriche         |    | 3 min 57 s 11  |
| 39                                 | Evy Van Damme        | Belgique         |    | 3 min 59 s 90  |
| 40                                 | Junying Zhang        | Chine            |    | 4 min 1 s 19   |
| 41                                 | Melissa Holt         | Nouvelle-Zélande |    | 4 min 2 s 35   |
| 42                                 | Joanna Ignasiak      | Pologne          |    | 4 min 54 s 37  |
| 43                                 | Erika Csomor         | Hongrie          |    | 5 min 0 s 38   |
| non-partant                        | Fatma Galiullina     | Ouzbékistan      |    |                |